# László Budai
László Budai (19. července 1928 – 2. července 1983) také znám jako László Bednarik, či Budai II, byl maďarský fotbalista a fotbalový trenér. Budai se narodil  Budapešti a hrál na pozici středopolaře či útočníka za Ferencvárosi TC, Honvéd a reprezentaci Maďarska. V padesátých letech patřil k legendární maďarské reprezentaci známé jako Zlatá jedenáctka. Dalšími členy byli: Ferenc Puskás, Zoltán Czibor, Sándor Kocsis, József Bozsik a Nándor Hidegkuti.

## Klubová  kariéra
Budai čtyřikrát vyhrál maďarskou ligu. Poprvé za Ferencvárosi TC v roce 1949, když k jeho spoluhráčům mezi jinými patřili Zoltán Czibor and Sándor Kocsis. V lednu 1949, když se v Maďarsku dostali k moci komunisté, byl Ferencváros shledán nevhodným, aby se stal armádním nebo policejním klubem, kvůli pravicové a nacionální minulosti. Namísto toho se dostal pod křídla ÉDOSZ, odborového sdružení pracovníků v potravinářství, a nejlepší hráči včetně Budaie, Czibora a Kocsise byli odvedeni do armádního klubu Honvéd. V Honvédu Budai vyhrál další tři tituly a Středoevropský pohár.

## Reprezentace
Budai debutoval v v reprezentaci 2. května 1949 při výhře 6-1 nad Rakouskem ve Středoevropském mistrovství. Za reprezentaci sehrál 39 zápasů a vstřelil 10 gólů. Čtyři z nich při výhře 12-0 nad Albánií 24. září 1950. Jako člen Zlaté jedenáctky získal zlatou olympijskou medaili v roce 1952 a stal se přeborníkem Střední Evropy v roce 1953. Také hrál při památné výhře Maďarska proti Anglii 6-3 ve Wembley. Na mistrovství světa v roce 1954 hrál ve skupině v zápase proti Jižní Koreji 9-0 a v semifinále proti Uruguayi. Nehledě na výborný výkon proti Uruguayi se do sestavy pro finále nedostal, neboť musel uvolnit místo Puskásovi. Také byl zařazen do sestavy pro Mistrovství světa v roce 1958, ale nenastoupil v žádném zápase.

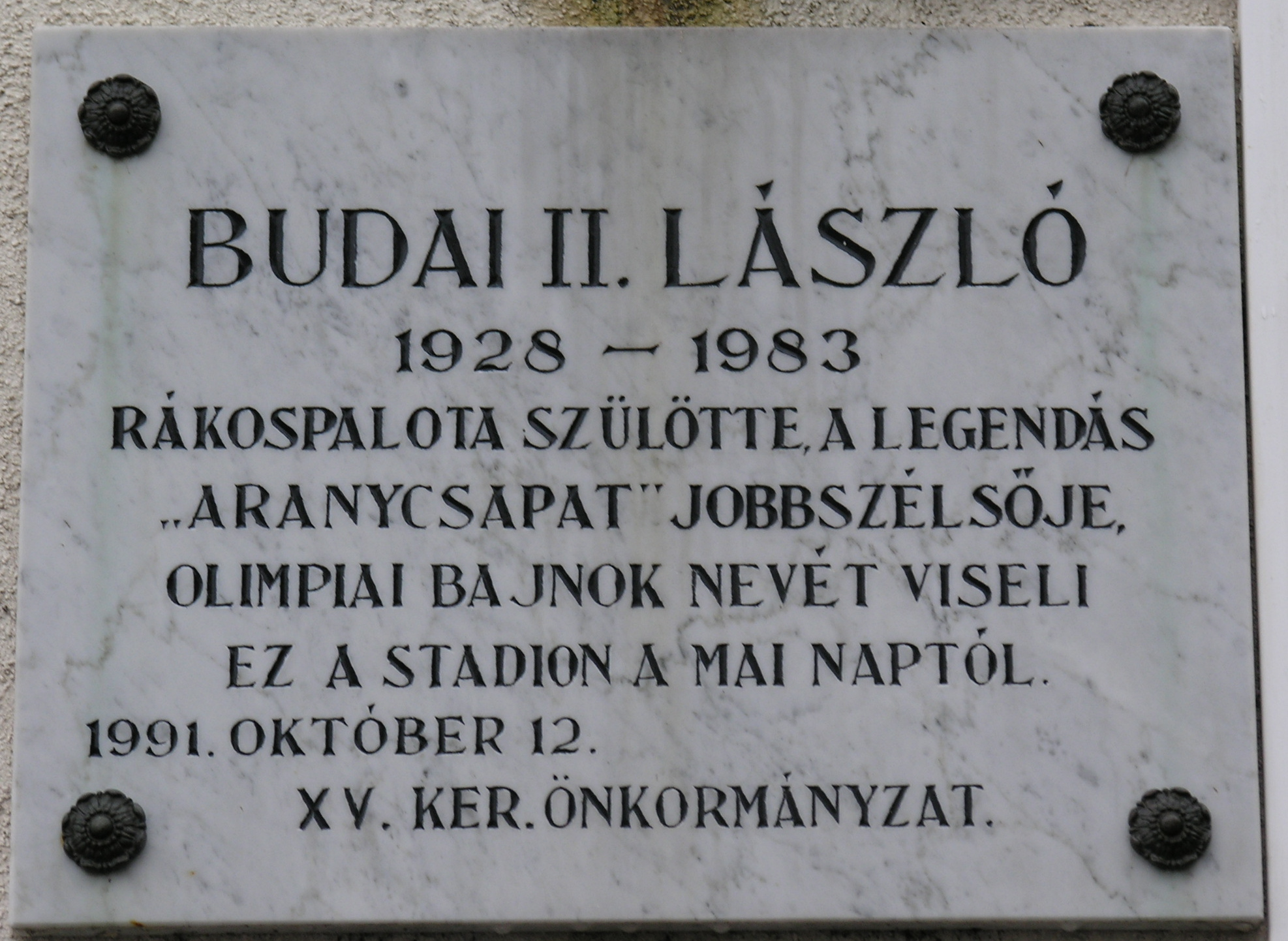
Pamětní deska v budapešťském XV. obvodu, Széchenyi tér - Budai II László Stadium

## Úspěchy
Maďarsko
- Olympijský vítěz
  - 1952
- Mistr Střední Evropy
  - 1953
- Mistrovství světa ve fotbale
  - účastník: 1954

Ferencváros TC
- Maďarský přeborník: 1
  - 1949

Honvéd FC
- Maďarský přeborník: 3
  - 1952, 1954, 1955
- Mitropa Cup: 1
  - 1959